# Khāneh Shīr
Khāneh Shīr (persiska: خانه شير) är en ort i Iran.   Den ligger i provinsen Ardabil, i den nordvästra delen av landet, 400 km nordväst om huvudstaden Teheran. Khāneh Shīr ligger 1 804 meter över havet och antalet invånare är 441.
Terrängen runt Khāneh Shīr är huvudsakligen kuperad, men åt sydost är den platt. Runt Khāneh Shīr är det ganska tätbefolkat, med 139 invånare per kvadratkilometer. Närmaste större samhälle är Nīr, 13,5 km nordväst om Khāneh Shīr. Trakten runt Khāneh Shīr består i huvudsak av gräsmarker.